# Municipio de Santiago de Anaya
El municipio de Santiago de Anaya es uno de los ochenta y cuatro municipios que conforman el estado de Hidalgo en México. La cabecera municipal y la localidad más poblada es Santiago de Anaya.
El municipio se localiza al centro del territorio hidalguense entre los paralelos 20°19′ y 20°32′ de latitud norte; los meridianos 98°53′ y 99°7′ de longitud oeste; con una altitud entre 1900 y 2500 m s. n. m. Este municipio cuenta con una superficie de 256.21 km², y representa el 1.23 % de la superficie del estado; dentro de la región geográfica denominada como Valle del Mezquital y la Sierra Baja.
Colinda al norte con los municipios de Cardonal y Metztitlán; al este con los municipios de Metztitlán y Actopan; al sur con los municipios de Actopan y San Salvador; al oeste con los municipios de San Salvador, Ixmiquilpan y Cardonal.

## Toponimia
El antiguo nombre era Tlachichilco´ lo que quiere decir: "En tierra Colorada", el nombre le fue cambiado posterior a la Conquista de México, asignándole uno en homenaje al Santo Patrono de la localidad: Santiago el Mayor. Posteriormente se le agregó el apellido de Pedro María Anaya.

## Geografía

### Relieve e hidrográfica

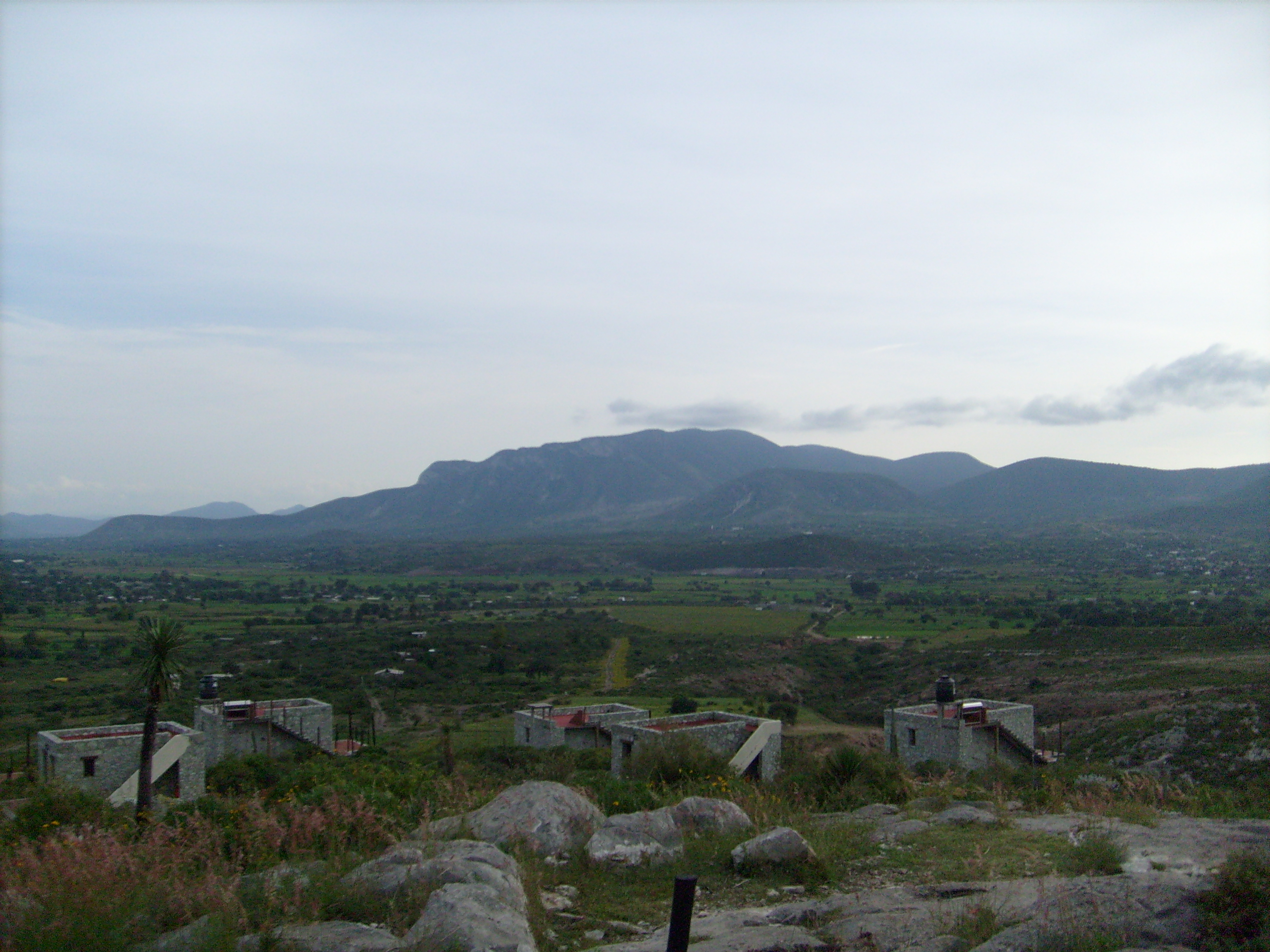
Panorámica de municipio desde las grutas de Xoxafi.

En cuanto a fisiografía se encuentra dentro de las provincias de la Sierra Madre Oriental (53.0%) y el Eje Neovolcánico (47.0%); dentro de la subprovincia Carso Huasteco (53.0%), Sierras y Llanuras de Querétaro e Hidalgo (47.0%). Su territorio es sierra (56.0%) y llanura (44.0%). Sus principales elevaciones son; los cerros el Quelite, La Nube, Verde, Palma Grande, Teñondhe, Águila, La Corona, Tepha, Boludo, Campana, Senthé, Gordo y Xenfaní que se encuentran por encima de los 2100 metros sobre el nivel del mar.
En cuanto a su geología corresponde al periodo neógeno (48.0%), cretácico (37.0%) y cuaternario (10.88%). Con rocas tipo ígnea extrusiva: volcanoclástico (34.0%) y andesita-brecha volcánica intermedia (13.0%); sedimentaria: caliza-lutita (21.0%), caliza (16.0%) y limolita-arenisca (1.0%); suelo: aluvial (10.88 %). En cuanto a edafología el suelo dominante es phaeozem (48.88 %), leptosol (41.0%), cambisol (5.0%) y calcisol (1.0%).
En lo que respecta a la hidrología se encuentra posicionado en la región hidrológica del Pánuco; en las cuencas del río Moctezuma; dentro de las subcuenca del río Actopan (67.0%) y río Amajac (33.0%). Las corrientes de agua que conforman el municipio son; Gaxiohó-Canal, El Capulín, Sánchez, Canda, Senthe, Las Mecaas-San Nicolás.

### Clima
El territorio municipal se encuentran los siguientes climas con su respectivo porcentaje: Semiseco templado (58.0%), templado subhúmedo con lluvias en verano, de humedad media (27.0%) y templado subhúmedo con lluvias en verano, de menor humedad (15.0%). Registrando una temperatura media anual de 16 °C y una precipitación pluvial de 550 mm.

### Ecología
La flora en el municipio se caracteriza por agaves, palmaceas, mezquites y cactus. La fauna está compuesta por conejos, coyote, liebre, ratón, zorro, murciélago, tlacuache, zorrillo y aves voladoras.

## Demografía

### Población
De acuerdo a los resultados que presentó el Censo Población y Vivienda 2020 del INEGI, el municipio cuenta con un total de 18 329 habitantes, siendo 8946 hombres y 9383 mujeres. Tiene una densidad de 71.5 hab/km², la mitad de la población tiene 29 años o menos, existen 95 hombres por cada 100 mujeres.
El porcentaje de población que habla lengua indígena es de 43.61 %, en el municipio se hablan principalmente Otomí del Valle del Mezquital. El porcentaje de población que se considera afromexicana o afrodescendiente es de 1.64 %.
Tiene una Tasa de alfabetización de 99.3 % en la población de 15 a 24 años, de 93.1 % en la población de 25 años y más. El porcentaje de población según nivel de escolaridad, es de 4.2 % sin escolaridad, el 60.7 % con educación básica, el 23.1 % con educación media superior, el 11.9 % con educación superior, y 0.1 % no especificado.
El porcentaje de población afiliada a servicios de salud es de 74.5 %. El 14.7 % se encuentra afiliada al IMSS, el 78.7 % al INSABI, el 6.5 % al ISSSTE, 0.1 % IMSS Bienestar, 0.2 % a las dependencias de salud de PEMEX, Defensa o Marina, 0.2 % a una institución privada, y el 0.1 % a otra institución. El porcentaje de población con alguna discapacidad es de 5.8 %. El porcentaje de población según situación conyugal, el 27.6 % se encuentra casada, el 31.2 % soltera, el 28.4 % en unión libre, el 6.4 % separada, el 0.7 % divorciada, el 5.8 % viuda.
Para 2020, el total de viviendas particulares habitadas es de 5050 viviendas, representa el 0.6 % del total estatal. Con un promedio de ocupantes por vivienda 3.6 personas. Predominan las viviendas con tabique y block. En el municipio para el año 2020, el servicio de energía eléctrica abarca una cobertura del 98.4 %; el servicio de agua entubada un 45.7 %; el servicio de drenaje cubre un 91.9 %; y el servicio sanitario un 92.9 %.

### Localidades

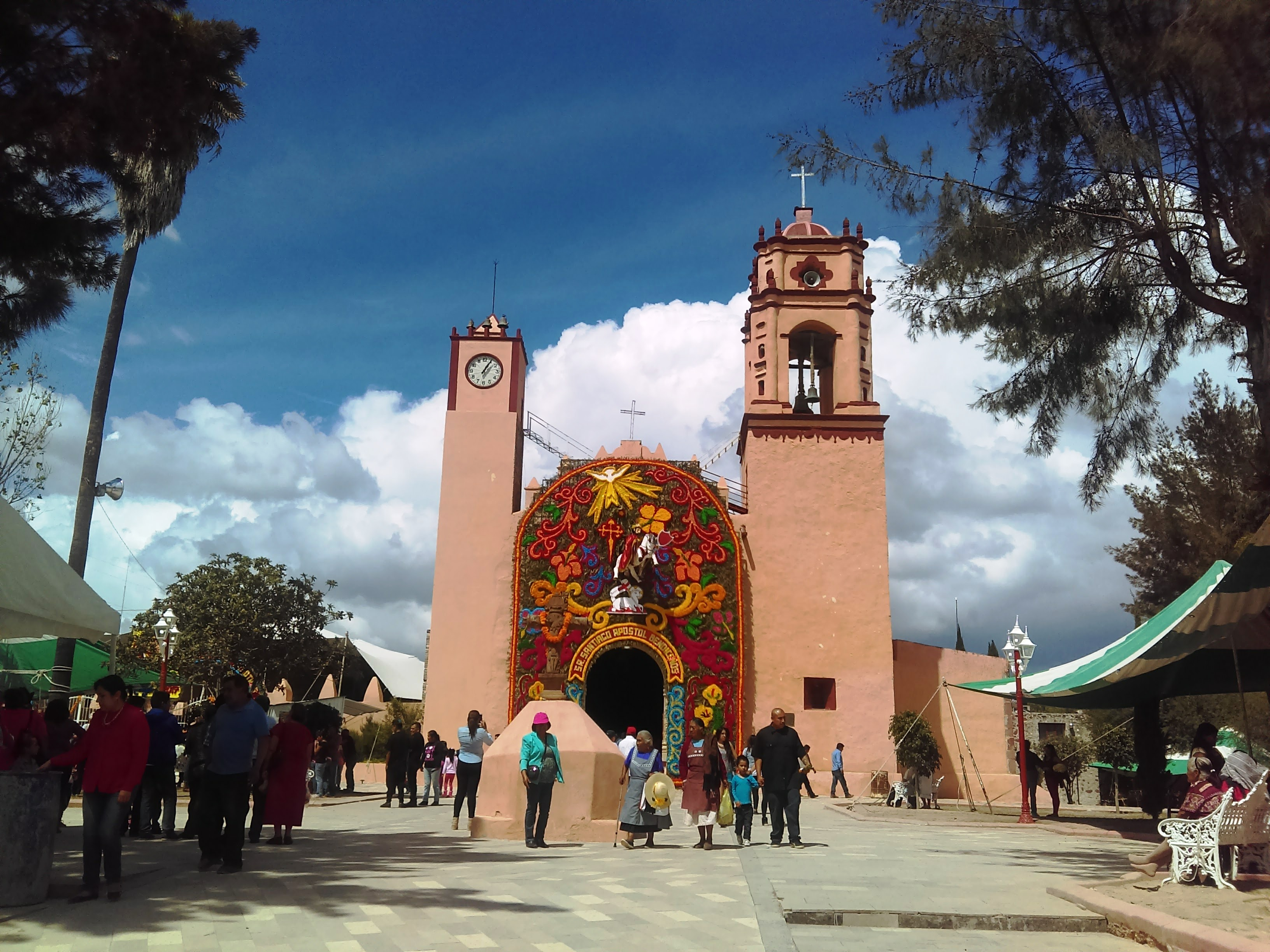
Localidad de Santiago de Anaya.

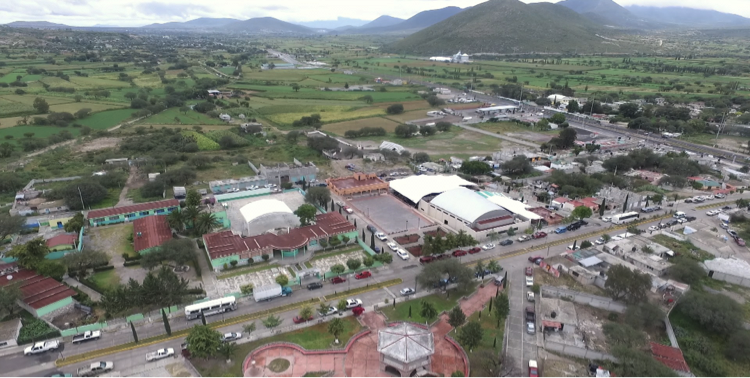
Localidad de Patria Nueva.

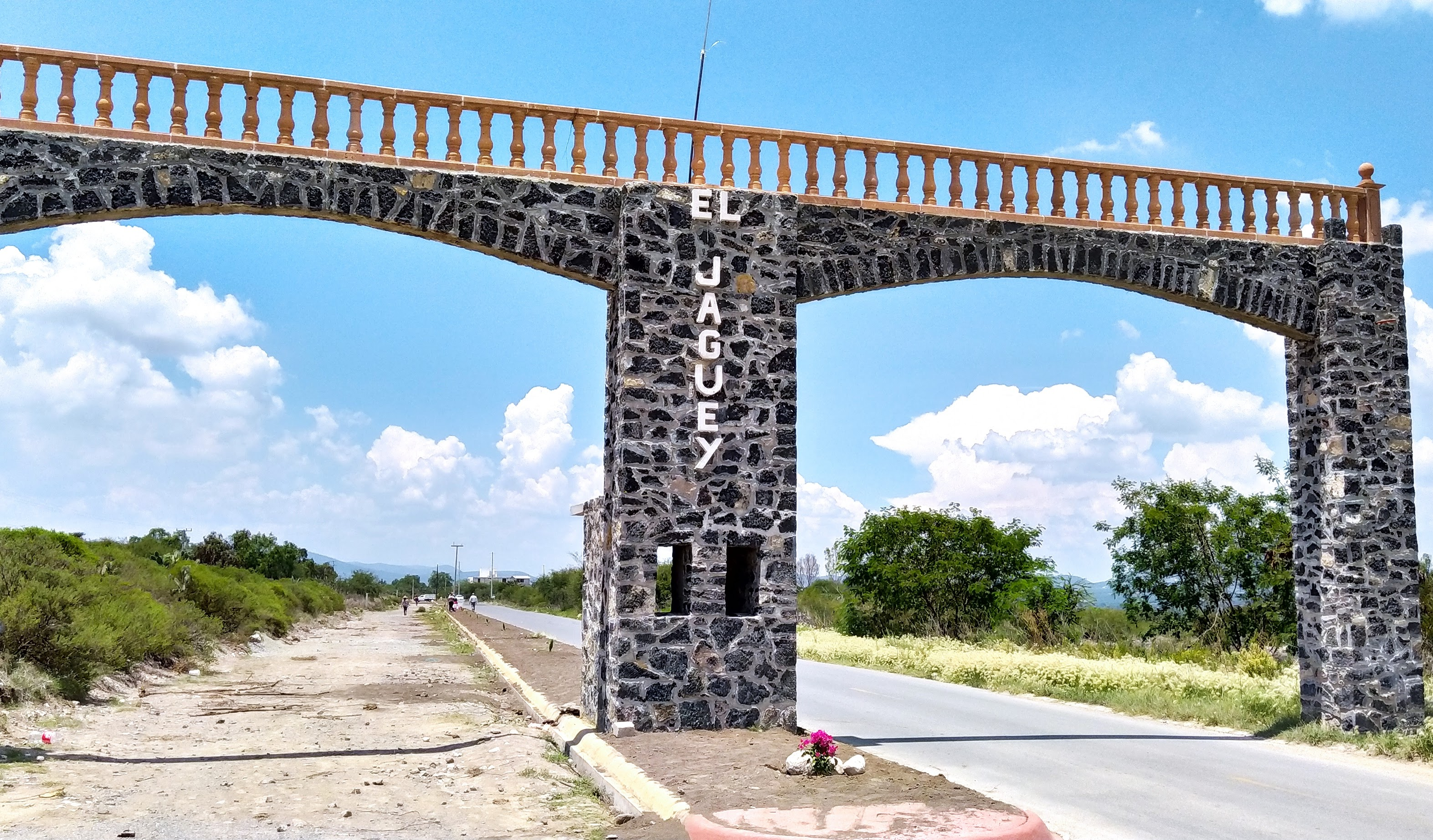
Localidad de El Jagüey.

Para el año 2020, de acuerdo al Catálogo de Localidades, el municipio cuenta con 28 localidades.
| Código INEGI | Localidad                    | Población (2020) | Porcentaje (%) | Ámbito Población | Categoría Población |
| ------------ | ---------------------------- | ---------------- | -------------- | ---------------- | ------------------- |
| 130550001    | Santiago de Anaya            | 2676             | 14.60          | Urbana           | Comunidad           |
| 130550017    | Yolotepec                    | 2578             | 14.07          | Urbana           | Comunidad           |
| 130550013    | Patria Nueva                 | 2087             | 11.39          | Rural            | Comunidad           |
| 130550004    | Cerritos                     | 1578             | 8.61           | Rural            | Comunidad           |
| 130550011    | El Mezquital                 | 1066             | 5.82           | Rural            | Comunidad           |
| 130550009    | Hermosillo Monte Noble       | 901              | 4.92           | Rural            | Comunidad           |
| 130550003    | La Blanca (Taxtho la Blanca) | 874              | 4.77           | Rural            | Comunidad           |
| 130550008    | Guerrero                     | 814              | 4.44           | Rural            | Comunidad           |
| 130550007    | González Ortega              | 771              | 4.21           | Rural            | Comunidad           |
| 130550016    | Xitzo                        | 747              | 4.08           | Rural            | Comunidad           |
| 130550018    | Zaragoza                     | 692              | 3.78           | Rural            | Comunidad           |
| 130550028    | El Jagüey                    | 576              | 3.14           | Rural            | Comunidad           |
| 130550012    | El Palmar                    | 570              | 3.11           | Rural            | Comunidad           |
| 130550006    | González González            | 474              | 2.59           | Rural            | Ranchería           |
| 130550015    | El Sitio                     | 467              | 2.55           | Rural            | Ranchería           |
| 130550014    | Santa Mónica                 | 364              | 1.99           | Rural            | Ranchería           |
| 130550005    | El Encino                    | 296              | 1.61           | Rural            | Ranchería           |
| 130550002    | El Águila                    | 216              | 1.18           | Rural            | Ranchería           |
| 130550021    | Ejido del Mezquital          | 186              | 1.01           | Rural            | Ranchería           |
| 130550019    | El Porvenir                  | 147              | 0.80           | Rural            | Ranchería           |
| 130550010    | Lomas de Guillén             | 106              | 0.58           | Rural            | Ranchería           |
| 130550022    | Puerto Tavera                | 56               | 0.31           | Rural            | Ranchería           |
| 130550023    | El Aguacate                  | 34               | 0.19           | Rural            | Ranchería           |
| 130550020    | El Nopalillo                 | 18               | 0.10           | Rural            | Ranchería           |
| 130550025    | El Puerto                    | 14               | 0.08           | Rural            | Ranchería           |
| 130550027    | El Contza                    | 11               | 0.06           | Rural            | Ranchería           |
| 130550030    | La Corraleja                 | 6                | 0.03           | Rural            | Ranchería           |
| 130550029    | Cerro Gordo                  | 4                | 0.02           | Rural            | Ranchería           |

## Política
Se erigió como municipio el 28 de diciembre de 1870. El Honorable Ayuntamiento está compuesto por: un presidente municipal, un síndico, ocho regidores, veintiséis delegados municipales y cuatro subdelegados. De acuerdo al Instituto Nacional electoral (INE) el municipio está integrado por diecinueve secciones electorales, de la 1091 a la 1109. Para la elección de diputados federales a la Cámara de Diputados de México y diputados locales al Congreso de Hidalgo, se encuentra integrado al II Distrito Electoral Federal de Hidalgo y al V Distrito Electoral Local de Hidalgo. A nivel estatal administrativo pertenece a la Macrorregión V y a la Microrregión VI, además de a la Región Operativa XI. Actopan.

### Cronología de presidentes municipales
| Periodo                  | Nombre                         | Afiliación política        |
| ------------------------ | ------------------------------ | -------------------------- |
| 1964-1967                | Benito Ángeles Cruz            | -                          |
| 1967-1970                | Pablo Mendoza Pérez            | -                          |
| 1970-1973                | Ángel Moreno Hernández         | -                          |
| 1973-1976                | Leonardo León Cruz             | -                          |
| 1976-1979                | Luis Mayorga Herrera           | -                          |
|                          | Abraham Sánchez                | -                          |
| 1981-1982                | Fidel Bautista Villa           | -                          |
| 1982-1985                | Herón Aldana Mayorga           | -                          |
| 1985-1988                | Abraham López Moreno           | -                          |
| 1988-1991                | Roberto Ángeles Ángeles        | -                          |
| 1991                     | Gregorio Jaén Gaspar           | -                          |
| 1991-1994                | Tomás Cano Montúfar            | -                          |
| 16/01/1994 al 15/01/1997 | Aurelio León Callejas          | PRI                        |
| 16/01/1997 al 15/01/2000 | Luis Froilán Ángeles Hernández | PRI                        |
| 16/01/2000 al 15/01/2003 | Fidencio Gachúz Ramírez        | PRI                        |
| 16/01/2003 al 15/01/2006 | Paulino Aldana Camargo         | PRI                        |
| 16/01/2006 al 15/01/2009 | Gregorio Jaén Gaspar           | PRI                        |
| 16/01/2009 al 15/01/2012 | Cliserio Ramírez Mendoza       | PRI                        |
| 16/01/2012 al 04/09/2016 | Fidencio Gachuz Ramírez        | PRI                        |
| 05/09/2016 al 04/09/2020 | Jorge Aldana Camargo           | PRI                        |
| 05/09/2020 al 14/12/2020 | Arnulfo Mendoza Ángeles        | Concejo Municipal Interino |
| 15/12/2020 al 04/09/2024 | Edigar Monter Ángeles          | PESH                       |
| 05/09/2024 al 04/09/2027 | Danay Saraí Ángeles Hernández  | Morena                     |

## Economía
En 2010 el municipio presenta un IDH de 0.747 Alto, por lo que ocupa el lugar 27.º a nivel estatal; y en 2005 presentó un PIB de $450,916,941.00 pesos mexicanos, y un PIB per cápita de $32,057.00 (precios corrientes de 2005).
De acuerdo con el Consejo Nacional de Evaluación de la Política de Desarrollo Social (Coneval), el municipio registra un Índice de Marginación Medio. El 57.2% de la población se encuentra en pobreza moderada y 15.6% se encuentra en pobreza extrema. En 2015, el municipio ocupó el lugar 38 de 84 municipios en la escala estatal de rezago social.
A datos de 2015, en materia de agricultura se encuentra; maíz con una cosecha de 1,380 ha, 910 de riego y 470 de temporal; frijol con 282 ha cosechadas de las cuales 50 son de riego y 232 son de temporal. En ganadería destaca el ganado ovino, bovino, caprino, porcino, aves y abejas.
Para 2015 se cuenta con 147 unidades económicas, que generaban empleos para 477 personas.  En lo que respecta al comercio, se cuenta con un tianguis, tres tiendas Diconsa y tres tiendas Liconsa. De acuerdo con cifras al año 2015 presentadas en los censos económicos del INEGI, la Población Económicamente Activa (PEA) del municipio asciende a 6004 personas de las cuales 5827 se encuentran ocupadas y 177 se encuentran desocupadas. El 27.44% pertenece al sector primario, el 26.17% pertenece al sector secundario, el 45.74% pertenece al sector terciario y 0.65% no especificaron.